# Denver Randleman
Denver "Bull" Randleman (1920. november 20. – 2003. június 26.) törzsőrmester, amerikai katona. A 101. légi szállítású hadosztály 506. ejtőernyős gyalogezred 2. zászlóalj E (Easy) századánál szolgált a második világháború idején
Randlemant, akit "Bull" becenéven ismertek, Michael Cudlitz alakította az HBO Band of Brothers minisorozatában.

## A háború előtt
Randleman az arkansasi Rectorban született. A szakközépiskolát fiatalon otthagyta. A nagy gazdasági világválság idején elhagyta szülővárosát, munkát keresett és egy michigani öntödében kezdett el dolgozni. 
1942. augusztus 19-én vonult be az Egyesült Államok hadseregébe a michigani Kalamazoo-ban, nem sokkal az Egyesült Államok második világháborúba lépése után.
Bull kiképzése a Georgia állambeli Toccoa-i kiképzőtáborban kezdődött 1942 augusztusában.

## A világháborúban
Első harci ugrására 1944. június 6-án a szövetséges csapatok normandiai partraszállásakor került sor.
Bull sem a tervezett helyen ért földet, de találkozott a 101., 82. és a brit 6. légideszant hadosztály többi tagjával, majd megtalálta az saját századát, az Easy századot is.
1944 szeptemberében, a sikertelen Market Garden hadművelet során Randleman a németek elleni harcban, egy tank felrobbanásakor megsérült a vállán. Mivel nem tudott visszatérni századához, a következő éjszaka nagy részét egy közeli istállóban bújva töltötte. Az egysége másnap visszament és megtalálták Randlemant.
Randleman a háború végéig az Easy században harcolt. Kitüntették, megkapta a törzsőrmesteri rangot.
Az Easy század korábbi parancsnoka, Richard Winters őrnagy szerint Bull volt az egyik legjobb katonája.

## A háború után
A háború után Randleman kereskedelmi iskolába járt.
Feleségül vette Verát és két gyermekük született.
Később sikeres üzletember lett, az építőiparban dolgozott ellenőrként, Louisianában.

## Halála
Élete utolsó éveit az arkansasi Texarkanában töltötte.
Staphylococcus fertőzésben halt meg 82 éves korában, 2003. június 26-án

## Forrás
- Denver "Bull" Randleman élete. (Hozzáférés: 2023. április 26.)
- Bull Randleman. (Hozzáférés: 2023. május 1.)